# 清光院 (品川区)
清光院（せいこういん）は、東京都品川区にある臨済宗大徳寺派の寺院。なお同じ南品川4丁目で、わずか100メートル東に、名称が酷似する「清光寺」があるが、そちらは日蓮宗の寺院である。

## 概要
1650年（慶安3年）、旗本の座光寺清左衛門の開基である。元々は現在の品川消防署のあたりに位置していたが、寛文年間（1661年～1673年）に現在地に移転し東海寺の塔頭となった。

## 墓所
東海寺塔頭時代は、奥平家（中津藩）・永井家（高槻藩）・織田家（天童藩）・細川家（宇土藩）の4藩主家が有力檀家となっており、墓域もこの4家が多くを占めていたが、織田・細川両家は整理・移葬され、現在は奥平・永井両家の墓域のみが残っている。特に奥平家の墓域は品川区の文化財に指定されている。能楽師の金春家と大蔵流の場所も残る。明治時代にに東海寺から分離独立した。末松謙澄の墓所が築かれている。

## 交通アクセス
- 新馬場駅より徒歩6分。